# CBI
För andra betydelser, se CBI (olika betydelser).

CBI, eller Central Bureau of Investigation ("Centrala undersökningsbyrån"), är Indiens federala polis sedan 1963, för i första hand ekobrott och korruption. Det förekommer dock att CBI används även för andra typer av brottsutredningar. Juridiskt motsvarar CBI den amerikanska poliskåren FBI.
CBI är det organ i Indien som är samarbetsorgan med Interpol. CBI-chefen P.C. Sharma valdes för övrigt till vicepresident i Interpol i oktober 2003. Mellan december 2005 och juli 2008 var Shri Vijay Shanker chef för CBI.

## Polistjänster vid CBI
| Grad                                | Antal tjänster |
| ----------------------------------- | -------------- |
| Director                            | 1              |
| Special Director                    | 1              |
| Additional Director                 | 2              |
| Joint Director                      | 16             |
| Deputy Inspector General of Police  | 39             |
| Senior Superintendent of Police     | 10             |
| Superintendent of Police            | 89             |
| Additional Superintendent of Police | 75             |
| Deputy Superintendent of Police     | 240            |
| Inspector                           | 755            |
| Sub-Inspector                       | 381            |
| Assistant Sub-Inspector             | 199            |
| Head Constable                      | 459            |
| Constable                           | 1808           |
| Källa:                              | [ 1 ]          |